# Mk 22型魚雷
Mk 22型魚雷是一種由貝爾實驗室和西屋電氣於1944年研發的主動聲波制導魚雷。其研發在第二次世界大戰結束時終止。